# Cinéma dans les Pyrénées-Orientales
La présence du cinéma dans les Pyrénées-Orientales remonte à la première projection par un certain Datigny d'un spectacle en huit tableaux des Folies Bergère, sur les allées de la promenade des platanes, durant la foire de Perpignan le 2 novembre 1896. Très rapidement le public va s'enthousiasmer pour le cinématographe, d'abord chez les forains, puis dans les salles de projection permanentes qui vont apparaitre à Perpignan en 1911, avec les premières salles de l'Apollo-Cinéma Théâtre et du Castillet, cette dernière étant de nos jours la plus ancienne salle de cinéma de France encore en activité. Le premier tournage par Gaumont dans le département date de 1908.

## Languedoc-Roussillon Cinéma
La commission du film de Languedoc-Roussillon Cinéma a pour mission principale d'assurer la promotion des sites et décors (patrimoine naturel et bâti), de la main-d'œuvre (de ses techniciens et comédiens), de ses industries techniques, de ses prestataires, et de favoriser les retombées en termes d'économie, d'emploi, de tourisme et d'image.
Elle propose un ensemble de services gratuits destinés aux producteurs ou réalisateurs, français ou étrangers désireux de tourner dans la région. Son rôle est d'apporter une aide logistique et administrative pour tous les tournages en Languedoc-Roussillon, d'accompagner et de soutenir les professionnels et le développement de la création et de la production cinématographique et audiovisuelle.

## Tournages dans les Pyrénées-Orientales
Les véritables premiers films réalisés dans les Pyrénées-Orientales sortent dans les années 1920, mais c'est surtout à partir de l'après-guerre que le département devient un lieu de tournage privilégié. Tout d'abord pour son ensoleillement et son climat qui offre une nature protégée et méditerranéenne en bord de mer, comme on peut le voir dans J'ai oublié de te dire (2009) où L'Eau à la bouche (1959) puis pour son patrimoine qui offre de multiples décors naturels pour des films historiques comme Le Retour de Martin Guerre (1982) au Palais des Rois de Majorque de Perpignan et enfin des paysages de montagne sauvage pour des films d'aventure comme Vertige (2009) au Lac des Bouillouses ou exotiques, Chine ma douleur (1989) qui a été entièrement tourné dans le Fenouillèdes pour sa ressemblance aux paysages du Sichuan.
- 1922 : La Brèche d'enfer, d'Adrien Caillard[5].
- 1942 : La Fausse Maîtresse, d'André Cayatte d'après le roman La Fausse Maîtresse d'Honoré de Balzac, avec Danielle Darrieux[6].
- 1943 : Tornavara, de Jean Dréville, avec Pierre Renoir et Jean Chevrier. Tourné en Cerdagne, les paysages sont censés figurer la Laponie[7].
- 1959 : Le Bossu, d'André Hunebelle, avec Jean Marais et Bourvil[8].
- 1959 : L'Eau à la bouche, de Jacques Doniol-Valcroze, avec Bernadette Lafont et Françoise Brion[9]
- 1962 : Et Satan conduit le bal, de Roger Vadim et Grisha Dabat avec Catherine Deneuve et Jacques Perrin, tourné à Collioure[10].
- 1969 : L'Étalon, de Jean-Pierre Mocky avec Bourvil et Francis Blanche[11]
- 1971 : Où est passé Tom ?, de José Giovanni avec Rufus et Charles Denner[12]
- 1972 : La Scoumoune, de José Giovanni avec Jean-Paul Belmondo et Claudia Cardinale, tourné au Fort de Bellegarde[13]
- 1974 : L'Évadé, de Tom Gries avec Charles Bronson et Robert Duvall. Le fort de Bellegarde servant de décor pour une prison mexicaine, les gitans de Perpignan sont recrutés comme figurants pour faire les mexicains[7].
- 1980 : Cœur bleu de Gérard Courant, tourné aux Angles, Font-Romeu et le lac des Bouillouses.
- 1982 : Le Retour de Martin Guerre, de Daniel Vigne avec Gérard Depardieu, à Perpignan au Palais des rois de Majorque[14].
- 1983 : Coup de foudre, de Diane Kurys, tourné à Rivesaltes.
- 1989 : La Fille des collines, de Robin Davis avec Tchéky Karyo et Jean-Pierre Sentier[15]
- 1989 : Chine ma douleur, de Dai Sijie, tourné dans les Fenouillèdes[16].
- 1998 : Vigo (histoire d'une passion), de Julien Temple avec Romane Bohringer
- 1999 : La Neuvième Porte (The Ninth Gate) de Roman Polanski avec Johnny Depp[17]
- 2007 : Leur morale... et la nôtre, de Florence Quentin avec André Dussollier, Victoria Abril, Samir Guesmi, à Perpignan.
- 2008 :Je suis heureux que ma mère soit vivante, de Claude Miller, à Collioure[18].
- 2008 : Vertige, d'Abel Ferry, tourné dans la région de Font-Romeu et au Lac des Bouillouses[19],[20].
- 2008 : J'ai oublié de te dire, de Laurent Vinas-Raymond, avec Omar Sharif et Émilie Dequenne à Perpignan, Collioure et Céret[21].
- 2011 : Le Moine, de Dominik Moll avec Vincent Cassel et Déborah François, tourné à Narbonne dans l’abbaye de Fontfroide et au fort de Bellegarde près du Perthus.

### Téléfilms
- 1976 : Le Berger des abeilles par Jean-Paul Le Chanois
- 2009 : Camps d'Argelès, de Felip Solé, production historique de la Télévisio de Catalunya sur la Retirada, et le camp d'Argelès-sur-Mer en 1939[22].